# Phaonia rossica
Phaonia rossica este o specie de muște din genul Phaonia, familia Muscidae, descrisă de Lavciev în anul 1971. Conform Catalogue of Life specia Phaonia rossica nu are subspecii cunoscute.